# Thelypteris iguapensis
Thelypteris iguapensis är en kärrbräkenväxtart som först beskrevs av Carl Frederik Albert Christensen, och fick sitt nu gällande namn av Salino. Thelypteris iguapensis ingår i släktet Thelypteris och familjen Thelypteridaceae. Inga underarter finns listade.